# August Wittgenstein
August Wittgenstein, fullständigt namn prins August Fredrik av Sayn-Wittgenstein-Berleburg, (tyska: August Fredrik Prinz zu Sayn-Wittgenstein-Berleburg), född 22 januari 1981 i Siegen i Nordrhein-Westfalen, är en tysk-svensk skådespelare och medlem av den furstliga ätten Sayn-Wittgenstein-Berleburg(en).
Wittgenstein har bland annat medverkat i de tyska TV-serierna Ku'damm 56, Ku'damm 59 och Ku'damm 63. Han har även medverkat i Das Boot (2018–2020) och den svenska TV-serien Hidden: Förstfödd från 2019.
Han är yngre bror till journalisten och författaren Anna av Bayern.

## Filmografi (i urval)
- 2009 – Änglar och demoner
- 2011 – Avalon
- 2016 – Ku'damm 56
- 2018 – Ku'damm 59
- 2018–2020 – Das Boot
- 2019 – Hidden: Förstfödd
- 2021 – Ku'damm 63
- 2023 – Jana – Märkta för livet (TV-serie)
- 2024 – Doktrinen (TV-serie)
- 2024 – Nr. 24
- 2025 – Trolösa (TV-serie)
- 2025 – Där solen alltid skiner (TV-serie)